# Фёдоровск (Минская область)
Фёдоровск (бел. Фёдараўск, также Хведараўск) — деревня в Червенском районе Минской области. Входит в состав Колодежского сельсовета.

## Географическое положение
Находится примерно в 4 километрах к северо-востоку от райцентра и в 66 км от Минска, в 30 километрах от железнодорожной станции Пуховичи, к югу от автодороги М4 Минск—Могилёв на реке Червенка.

## История
В письменных источниках упоминается с XIX века. На 1858 год фольварок в Юровичской волости Игуменскому  уезда Минской губернии. В середине XIX века входил в состав имения Ивановск, принадлежавшего Шевичам. Согласно переписи населения Российской империи 1897 года, насчитывалось 11 дворов, проживало 78 человек. Вблизи деревни проходил почтовый тракт Минск—Березино. На начало XX века здесь насчитывалось 8 дворов и 60 жителей. На 1917 год урочище в 3 двора, где жили 24 человека, входило в состав Хуторской волости. 20 августа 1924 года деревня вошла в состав вновь образованного Колодежского сельсовета Червенского района (с 20 февраля 1938 — Минской области. Согласно Переписи населения СССР 1926 года в деревне был 21 двор, проживали 96 человек. Во время Великой Отечественной войны деревня была оккупирована немцами в конце июня 1941 года. В течение войны в районе деревни развернулись активные бои. Погибшие партизаны и красноармейцы были похоронены в братской могиле. В отдельной могиле похоронили партизана бригады имени Кирова В. М. Шута, погибшего во время боя в 1944 году. 8 жителей деревни не вернулись с фронта. Освобождена в начале июля 1944 года. На 1960 год население деревни составило 100 человек. В 1975 году на братской могиле поставлен памятник-обелиск, в 1977 году обелиск появился и на могиле В. Шута. В 1980-е входила в состав совхоза «Натальевск». По итогам переписи населения Белоруссии 1997 года в деревне был 21 дом, проживал 31 человек.

## Население
- 1897 — 11 дворов, 78 жителей.
- начало XX века — 8 дворов, 60 жителей.
- 1917 — 3 двора, 24 жителя.
- 1926 — 21 двор, 96 жителей.
- 1960 — 100 жителей.
- 1997 — 21 двор, 31 житель.
- 2013 — 8 дворов, 15 жителей.